# Beutelsbach
Beutelsbach je obec v německé spolkové zemi Bavorsko, v zemském okrese Pasov ve vládním obvodu Dolní Bavorsko.
Žije zde přibližně 1 200 obyvatel.

## Sousední obce
Aidenbach, Aldersbach, Egglham, Haarbach, Ortenburg, Vilshofen an der Donau